# 筰都县
莋都县，中国古县名。
汉武帝元鼎六年（前111年）以筰都夷地置，治所约在今四川省汉源县一带。为沈黎郡治。天汉四年（前97年）废。 